# Владимиров Андрій Гаврилович
Андрій Гаврилович Владимиров (28 березня 1946 — 11 червня 2021) — радянський, український оператор-постановник, художник-фотограф. Заслужений діяч мистецтв України (2000). Член Національної спілки кінематографістів України.

## Життєпис
Народився у Ленінграді. Від 1962 року працював на Київській кіностудії художніх фільмів імені О. П. Довженка. Спочатку учнем фотолаборантом, потім художником-фотографом, далі оператором і оператором-постановником вищої категорії (1985).
Був фотографом стрічок «Сьогодні — кожен день» (1966, реж. В. Савельєв, оператор О. Антипенко), «Київські фрески» (1966, реж. С. Параджанов, оператор С. Шахбазян), «Колір граната» («Саят-Нова», 1967—1968, реж. С. Параджанов, оператор С. Шахбазян), «Білий птах з чорною ознакою» (1971, реж. Ю. Іллєнко, оператор В. Калюта) та інших.
Фотографії друкувалися в журналах «Советский экран», «Искусство кино», «Советская женщина», «Новини кіноекрана», «Екран» (Польща) та інших.
У 1965 році поступив на факультет кінознавства Київського державного інституту театрального мистецтва імені І. К. Карпенка-Карого.
1969-го був переведений на кінооператорський факультет (майстерня Юрія Іллєнка), який закінчив у 1972 році. Дипломна робота — «Птах з синього неба», режисер Тетяна Власенко.
З 1974 року працював оператором (згодом — оператором-постановником) Київської кіностудії художніх фільмів імені О. П. Довженка.
У 1994—2001 роках знімав рекламу, кліпи.
Був секретарем Правління Спілки кінематографістів України. Брав активну участь у створенні Гільдії кінооператорів України, був віце-президентом, а від 1999 року — президентом Гільдії.
З 2002 року мешкає із сім'єю в Німеччині.

## Фільмографія
- 1971 — «Іван Кочерга» (док. фільм, оператор; реж. В. Сперкач)
- 1971 — «Ненароджені» (реж. В. Жилко, диплом «За найкращу операторську роботу» II республіканського фестивалю «Молодість», 1971)
- 1972 — «Птах з синього неба» (реж. Тетяна Власенко, диплом «За найкращу операторську роботу» IV республіканського фестивалю «Молодість», 1973)
- 1974 — «Лжинка, або Маленька брехня і великі неприємності» (к/м, реж. А. Сурикова, Приз Держкіно на V всесоюзному кінофестивалі «Молодість», 1974)
- 1975 — «Народження танцю» (док. фільм, реж. А. Сурикова)
- 1975 — «Ансамбль Вірського» (телефільм-концерт, реж. А. Сурикова)
- 1976 — «Місце спринтера вакантне» (реж. А. Іванов)
- 1977 — «Фотографії на стіні» (реж. Анатолій Васильєв, оператор-постановник, у співавт. з П. Степановим)).
- 1977 — «Відлюдько» («Бирюк», реж. Роман Балаян, оператор паралельних зйомок)
- 1979 — «Смужка нескошених диких квітів» (реж. Юрій Іллєнко)
- 1980 — «Чорна курка, або Підземні жителі» (реж. В. Гресь, оператор-постановник, у співавт. з П. Степановим). Нагороди фільму: 1981 — XII Московський МКФ: «Золотий приз» дитячому фільму, приз Спілки художників СРСР, приз піонерського журі виконавцю головної ролі Віталію Сидлецькому; 1981 — Кінофестиваль у Вільнюсі: Перший приз творчому колективу; 1981 — МКФ у Джиффоні (Італія): Приз журі; 1981 — МКФ дитячих фільмів у Мінську: Приз; 1982 — МКФ дипломних робіт у Турі: Спеціальний почесний приз за якість і багатство зображення, диплом фільму; 1983 — МКФ у Пуатьє (Франція): Приз; 1981 — VI Всесоюзний конкурс художніх фільмів, знятих на вітчизняних кольорових кіноплівках — Диплом Першого ступеня операторам-постановникам; 1983 — МКФ у Лаоні (Франція). Приз за найкращу операторську роботу.)
- 1983 — «Звинувачення» (реж. В. Савельєв, оператор-постановник, у співавт. з П. Степановим)
- 1984 — «Капітан Фракасс» (реж. В. Савельєв, оператор-постановник, у співавт. з П. Степановим)
- 1986 — «Спогад» (перший офіційний відеофільм, реж. В. Савельєв, оператор-постановник, у співавт. з П. Степановим)
- 1988 — «Фантастична історія» (реж. М. Ільїнський, оператор-постановник, у співавт. з О. Яновським, П. Степановим, С. Шахбазяном)
- 1989 — «Уроки В. Ф. Шаталова» (реж. А. Серебреников, оператор-постановник, у співавт. з П. Степановим)
- 1989 — «Запредел» (док. фільм, автор-оператор; історію фільму розказано у книзі Алли Ярошинської «Чорнобиль. Велика брехня»)
- 1990 — «Народження українського кіно» (реж. А. Серебреников)
- 1990 — «Яма» (реж. С. Ільїнська, оператор-постановник у співавт. з П. Степановим, Диплом журі 21-го МКФ «Молодість»)
- 1993 — «Єлисейські поля» (реж. О. Левченко, Гран-прі за найкращу чоловічу роль другого плану Богдану Ступці, приз журналістів і преси на МКФ «Стожари», Київ, 1995)